# Процес Біркеланда — Ейде

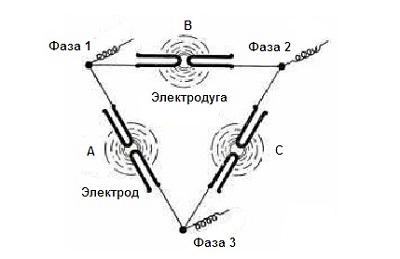
Розташування однофазних печей Біркеланда-Ейде з шістьма регульованими електродами

Процес Біркеланда — Ейде — один з промислових методів виробництва азотних добрив. Його розробив норвезький промисловець і вчений Крістіан Біркеланд в 1903 році на основі методу, використаного Генрі Кавендішем ще у 1784 р.
Насправді, на той час головною метою норвезького вченого було вивчення полярного сяйва. Щоб отримати гроші на проведення дослідження природного явища, Біркеланд придумав і розробив електромагнітний метод вилучення азотної кислоти з повітря. Разом зі своїм діловим партнером, інженером Самом Ейде, Крістіан створив першу установку, у якій атмосферне повітря під тиском проганяли через вольтову дугу змінного струму з напругою 5000 В та потужністю 500 кВт. Дуга оберталася в постійному магнітному полі, створюючи диск 2 м в діаметрі. Цей спосіб був використаний для фіксації атмосферного азоту (N2) в азотній кислоті (HNO3), одній з декількох хімічних процесів, які зазвичай називають фіксацією азоту. Отриману азотну кислоту потім використовували як джерело нітрату (NO3-) у реакції
HNO3 → H+ + NO3−,
що може відбуватися в присутності води або іншого акцептора протона.
Процес Біркеланда — Ейде відносно неефективний з точки зору енергоспоживання (<100 г HNO3 на 1 кВт·год), тому в 1910-х і 1920-х роках він був поступово замінений в Норвегії поєднанням процесу Габера та процесу Оствальда: процес Габера виробляє аміак (NH3) з молекулярного азоту (N2) та водню (H2), який потім перетворюється в азотну кислоту в процесі Оствальда.

## Процес

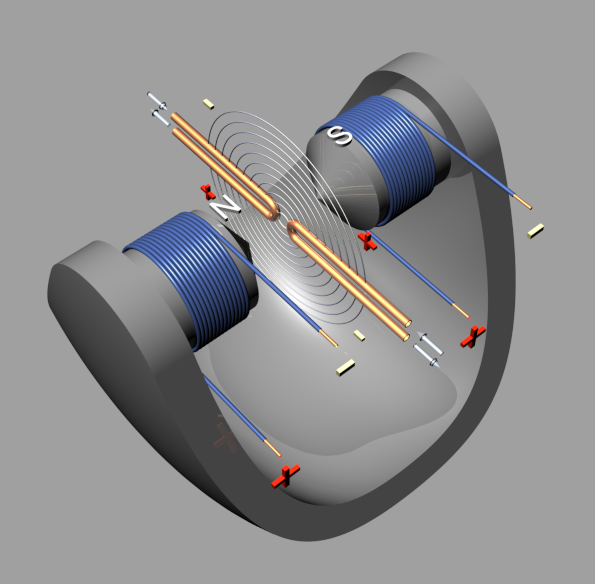
Будова диску із двома мідними електродами

За цим методом між двома коаксіальними електродами створюється електрична дуга, що за допомогою сильного магнітного поля розподіляється по тонкому диску. Температура плазми в диску перевищує 3000 °C. За допомогою цієї дуги продувають повітря, що приводить до реакції долі азоту з киснем, утворюючи оксид азоту NO. Ретельно контролюючи енергію дуги і швидкість повітряного потоку, отримують до 4 % окису азоту. Така ж реакція здійснюється блискавкою, забезпечуючи природне джерело перетворення атмосферного азоту в розчинні нітрати.
N2 + O2 → 2NO
Гарячий оксид азоту охолоджується і поєднується з атмосферним киснем для отримання діоксиду азоту NO2.
2NO + O2 → 2NO2
Діоксид азоту потім розчиняють у воді з утворенням азотної кислоти, яку очищають методом фракційної перегонки.
3NO2 + H2O → 2HNO3 + NO
Цей процес надзвичайно енергоємний. Біркеланд використовував сусідню гідроелектростанцію Согейм для електроенергії, оскільки виробництво вимагало близько 15 МВт·год на кожну тонну азотної кислоти. 